# Карл Негаммер
Карл Негаммер (нім. Karl Nehammer; нар. 18 жовтня 1972, Відень) — австрійський політик, лідер Австрійської народної партії. Федеральний канцлер Австрії з 6 грудня 2021 до 10 січня 2025. Міністр внутрішніх справ Австрії із 7 січня 2020 до 6 грудня 2021. Член Національрату з 2017 до 2020 року.

## Біографія
Народився у Відні. Навчався в Кальксбурзькому коледжі та гімназії Amerlingstrasse, яку закінчив 1992 року. Служив річником-добровольцем, продовжив службу до 1996 року. 1997 року звільнився у званні лейтенанта. Працював викладачем-тренером офіцерів із питань інформації у Федеральному міністерстві оборони та тренером зі стратегічної комунікації в різних установах, як-от Інституті професійної підготовки та Політичній академії Австрійської народної партії. 2012 року закінчив дворічний курс із політичної комунікації в Дунайському університеті Кремса, здобувши ступінь магістра наук.

## Кар'єра
2007 року почав працювати у штабі Австрійської народної партії. Був керівником відділу з обслуговування та мобілізації у штабі партії з 2007 до 2008 року, згодом — керівником відділу з навчання та нетворкінгу в партійній академії з 2008 до 2009 року. Став директором партійної академії в Нижній Австрії. У жовтні 2015 року призначений заступником генерального секретаря Австрійської федерації робітників (Österreichischer Arbeitnehmerinnen- und Arbeitnehmerbund, ÖAAB), а з квітня 2016 до січня 2018 року — генеральний секретар.
Під час виборчої кампанії на президентських виборах 2016 року був менеджером кандадата від АНП Андреаса Коля, який здобув 11 %.
У листопаді 2016 року обраний головою віденського осередку ÖAAB.
З квітня 2017 року — голова АНП в окрузі Відень-Гітцинг.
На парламентських виборах 2017 року балотувався від віденського округу та ввійшов до парламенту. Під час формування уряду брав участь у переговорах АНП у сфері оборони. Його обрали заступником очільника парламентської фракції АНП та призначили речником. У січні 2018 року став генеральним секретарем Австрійської народної партії, змінивши на посаді Елізабет Кестінгер та Стефана Штайнера, у вересні 2018 року замінив Ефгані Донмез на посаді речника з питань інтеграції та міграції.
На парламентських виборах 2019 року балотувався під № 5 окружного списку та 11 № 11 федерального списку АНП. У коаліційних перемовинах брав участь в обговоренні тем Європи, міграції, інтеграції та безпеки.
Міністр внутрішніх справ Австрії із 7 січня 2020 до 6 грудня 2021 року.
Після завершення політичної кар'єри Себастьяна Курца та відставки канцлера Александера Шалленберга, президія Австрійської народної партії призначила Негаммера головою партії та номінувала на посаду Федерального канцлера Австрії. Його призначення як лідера АНП мав затвердити з'їзд партії. 6 грудня 2021 року президент Александер ван дер Беллен прийняв присягу Негаммера як канцлера.
На спеціальному партійному з'їзді, що відбувся 14 травня 2022 року, Негаммера було обрано головою ÖVP 100 % голосів делегатів.

## Приватне життя
Одружений із Катариною Негаммер, експрессекретаркою колишнього міністра внутрішніх справ Вольфґанґа Соботки. У подружжя двоє дітей.